# China (portugalski piłkarz)
China, właśc. João Pedro Santos Gonçalves (ur. 15 kwietnia 1982 w Beja, w regionie Alentejo) – portugalski piłkarz występujący na pozycji obrońcy.

## Kariera piłkarska

### Kariera klubowa
W 1999 rozpoczął karierę piłkarską w SC Farense. Kolejnymi klubami w których występował były Desportivo Beja, SC Pombal, CD Fátima, FC Maia, Naval 1º Maio oraz CF Os Belenenses. 12 lutego 2009 podpisał 2,5 letni kontrakt z Metałurhiem Donieck. Po zakończeniu sezonu 2012/13 opuścił doniecki klub. W 2013 przeszedł do Ermis Aradipu.